# Агадирська селищна адміністрація
Агади́рська селищна адміністрація (каз. Ақадыр кенттік әкімдігі, рос. Агадырьская поселковая администрация) — адміністративна одиниця у складі Шетського району Карагандинської області Казахстану. Адміністративний центр — селище Агадир.
Населення — 9838 осіб (2021; 10136 у 2009, 11140 у 1999, 13713 у 1989).
Станом на 1989 рік існували Агадирська селищна рада (смт Агадир) та Аксарлинська сільська рада (села Аксоран, Жумабай, Підхоз, Сариші, селище Айрін) ліквідованого Агадирського району. 2010 року було ліквідовано село Підхоз.

## Склад
До складу округу входять такі населені пункти:
| Населений пункт         | Населення, осіб (1989) | Населення, осіб (1999) | Населення, осіб (2009) | Населення, осіб (2021) |
| ----------------------- | ---------------------- | ---------------------- | ---------------------- | ---------------------- |
| Агадир, селище          | 12387                  | 10564                  | 9612                   | 9756                   |
| Айрін, станційне селище | 182                    | -                      | -                      | -                      |
| Аксоран, село           | 127                    | -                      | -                      | -                      |
| Жумабай, село           | 80                     | -                      | -                      | -                      |
| Підхоз, село            | 141                    | 271                    | 53                     | -                      |
| Сариші, село            | 796                    | 305                    | 471                    | 82                     |